# 오사카시립동양도자미술관

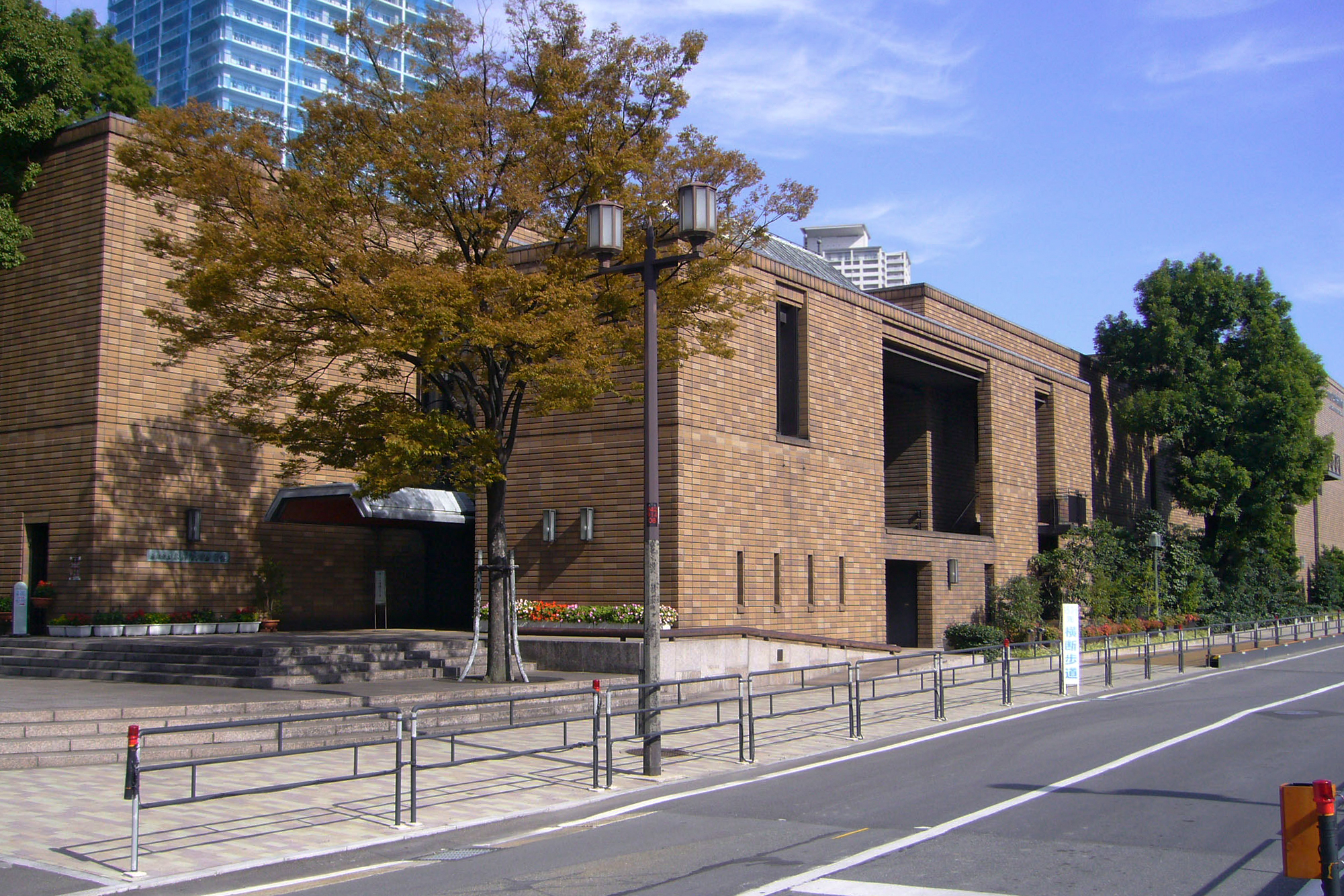
오사카시립동양도자미술관

오사카시립동양도자미술관(일본어: 大阪市立東洋陶磁美術館)은 일본 오사카부 오사카시 기타구 나카노시마에 있는 미술관이다. 스미토모 그룹에서 기증한 아타카 컬렉션(일본어: 安宅コレクション 아타카코레쿠숀[*])이라는 동양도자 컬렉션을 중심으로 1982년에 설립되었다.